# Сепфора (Шнякина)
Схимона́хиня Сепфо́ра (в миру Дарья Николаевна Шнякина, до замужества Сеня́кина; 19 марта 1896, село Глухово (ныне Гавриловский район, Тамбовская губерния) — 13 мая 1997, Клыково, Калужская область, Россия) — монахиня Русской православной церкви.

## Жизнеописание
Родилась в 1896 году в селе Глухово Тамбовской губернии (ныне Гавриловский район, Тамбовская область) в многодетной крестьянской семье Николая и Матроны Сенякиных. Дочку назвали Дарьей. Из 13 детей Сенякиных выжило трое: Дарья и два её брата. Один впоследствии был убит на войне (1914), второй — в начале 1930-х во время раскулачивания. После смерти отца в 1916 году Дарья вышла замуж за односельчанина Дмитрия Шнякина. У них родились две дочери — Александра (в 1917) и Параскева (в 1922), и сын, который умер в младенчестве. В 1933 году их раскулачили: избу разобрали, жить стало негде. Незадолго до этого муж Дмитрий уехал на заработки в Болохово. Дарья с детьми переехала к нему и там они жили до Великой Отечественной войны. В 1950 муж умер и семья переехала в посёлок Киреевск.
Как рассказывала сама Дарья, однажды во время уединённой молитвы ей было видение: ангелы совершили над ней обряд монашеского пострижения. Приехав на исповедь в Свято-Троицкую Сергиеву Лавру, она рассказала об этом чудном видении. Здесь же 20 октября 1967 года был совершён её постриг в мантию (в возрасте 71 год) с наречением имени Досифея.
Матушка Досифея поселилась в Сергиевом Посаде у дочери Александры, но она часто уезжала в Киреевск. Многие люди часто обращались за советом к монахине Досифее. В декабре 1989 года митрополит Тульский и Белёвский Серапион постриг монахиню Досифею в схиму с именем Сепфоры. В Рождественский сочельник 1996 года схимонахиня Сепфора переехала из Киреевска в Клыково. Старица выходила из своей кельи только в храм. К ней приезжали оптинские иноки, шамординские монахини и послушницы, страждущие со всей России.
Умерла Сепфора 13 мая 1997 года. Похоронена в Спаса Нерукотворного пустыни возле алтаря Никольского придела храма Спаса Нерукотворенного.